# Saison 3 de FBI
Chronologie
Saison 2 Saison 4
Cet article présente la troisième saison de FBI, constituée de quinze épisodes. Renouvelée en mai 2020, elle est diffusée du 17 novembre 2020 au 25 mai 2021 sur CBS aux États-Unis. En France, elle est diffusée du 8 février 2022 au 22 mars 2022 sur Série Club.

## Synopsis
L'équipe accueille Tiffany Wallace, un nouveau membre ; Maggie Bell rentre de sa mission sous-couverture et le FBI s'oppose à Antonio Vargas, le baron de la drogue le plus célèbre au monde et chef du cartel de la drogue de Durango.

## Distribution

### Acteurs principaux
- Missy Peregrym (VF : Stéphanie Hédin) : Maggie Bell
- Zeeko Zaki (VF : Jim Redler) : Omar Adom « OA » Zidan
- John Boyd (VF : Yoann Sover) : Stuart Scola
- Katherine Renee Turner (VF : Alice Taurand) : Tiffany Wallace[4]
- Alana de la Garza (VF : Chantal Baroin) : Isobel Castile
- Jeremy Sisto (VF : Maurice Decoster) : Jubal Valentine

### Acteurs récurrents
- James Chen (VF : Stéphane Fourreau) : Ian Lim
- Thomas Phillip O'Neil (VF : Jean-Luc Atlan) : Dr. Neil Mosbach
- Taylor Anthony Miller (VF : Nicolas Djermag) : Kelly Moran
- Roshawn Franklin (VF : Jérémie Bedrune) : Trevor Hobbs
- Vedette Lim (VF : Angèle Humeau) : Elise Taylor
- Josh Segarra (VF : Pascal Nowak) : Nestor Vertiz
- Kathleen Munroe (VF : Gaëlle Savary) : Rina Trenholm
- Carmen Lamar Gonzalez : Carla Flores

### Invités
- David Zayas (VF : Henri Carballido) : Antonio Vargas
- Caleb Reese Paul (VF : Tom Trouffier) : Tyler Valentine

 Source et légende : version française (VF) sur RS Doublage

## Liste des épisodes
1. Ne fais confiance à personne
2. Face au doute
3. Coup de bluff
4. Fou d'amour
5. Un si lourd secret
6. Borderline
7. Conflit Intérieur
8. Principal suspect
9. Le Cœur et la raison
10. Le Chien et le rat
11. Frères et sœurs
12. Au nom du fils
13. Les Loups de Wall Street
14. L'Effet domino
15. Quinte flush

### Épisode 1:Ne fais confiance à personne
- États-Unis : 17 novembre 2020 sur CBS
- France : 8 février 2022 sur Série Club

- États-Unis : 8.21 millions de téléspectateurs[6]

- Andrew Yackel : Zayne Wells
- Bill Cwikowski : Mark Wells
- Cindy Cheung : Ann, la représentante de la police de New York
- Lance Daniels : Connor Lang
- Ben Rosenblatt : Kent Barnett
- Zach Adkins : Spencer
- Anna Basse : Allison
- Shadrack Boakye : Jalen
- Sagar Kiran : Roman Isco, le technicien ERT du FBI
- Niraj Arjan : le représentant de la sécurité intérieure
- Isaiah Seward : l'agent du SWAT #1

### Épisode 2:Face au doute
- États-Unis : 24 novembre 2020 sur CBS
- France : 8 février 2022 sur Série Club

- États-Unis : 8.39 millions de téléspectateurs[7]

- Ari Fliakos : Cory McMay
- Erin Gann : Oren Tate
- Joshua Morgan : Peter Deleon
- Pierre Jean Gonzalez : Ben Santos
- Meredith Handerhan : Taryn McMay
- Zakiya Cook : Angela
- David North : Kenneth Higby
- Karen Christie-Ward : l'officier de police de Westchester Collins
- David Lee Huynh : un officier de police de Westchester
- Sam Poon : l'adolescent #1
- Aaron Vargas : l'adolescent #2
- Khan May : le sous-chef

### Épisode 3:Coup de bluff
- États-Unis : 8 décembre 2020 sur CBS
- France : 8 février 2022 sur Série Club

- États-Unis : 6.71 millions de téléspectateurs[8]

- Sir Brodie : le témoin
- Tracey Conyer Lee : l'inspectrice de police Claudia Ross
- Diego Aguirre : le chauffeur
- Robert Montana : Tony Sanchez
- Paul Douglas Anderson : le chef de l'équipe du SWAT Jones
- Chris Walker : le chef de l'équipe du SWAT
- Jorge Sanchez Diaz : l'homme de main #1
- Michelle Vo : la journaliste

### Épisode 4:Fou d'amour
- États-Unis : 24 janvier 2021 sur CBS
- France : 8 février 2022 sur Série Club

- États-Unis : 8.99 millions de téléspectateurs[9]

- Cinthya Carmona : Valentina
- Manny Ureña : Gabriel Ochoa
- Andrew Casanova : Jose Martinez
- Alexis Cruz : Hector Contreras
- Nancy Ticotin : Anna Ortiz
- Gonzalo Vargas : Carlos
- Natascia Diaz : l'inspectrice de police Cantrell
- Liza Fernandez : Yolanda Herrera
- Abby Jim : Elena Contreras
- Mariana Parma : Camila Contreras
- Alex Perez : Luis
- Angelica Ubiera : l'invitée

### Épisode 5:Un si lourd secret
- États-Unis : 26 janvier 2021 sur CBS
- France : 8 février 2022 sur Série Club

- États-Unis : 8.27 millions de téléspectateurs[10]

- McKinley Belcher III : Ben Harris
- Anna Uzele : Rhonda Harris
- Scott McCord : Don Kirkpatrick
- Taylor Blackman : Matt
- Melanie Sutrathada : Nicole
- Billie Rae : Grace Harris
- Jeff Gurner : Elliot Frye
- Jacob A. Ware : Dave Parkin
- Natasha Murray : Lisa Lewis, la technicienne ERT du FBI
- Ky Soto : Greg
- Vanessa R. Butler : l'agent de police d'État Gates

### Épisode 6:Borderline
- États-Unis : 9 février 2021 sur CBS
- France : 8 février 2022 sur Série Club

- États-Unis : 7.72 millions de téléspectateurs[11]

- Spencer Bang : Lyle Porter
- Dale Pavinski : Clint Helms
- Keith Contreras : Sergio
- Kasey Connolly : Brandi
- Darik Bernard : Benny
- Josh Berresford : Robby Wilkerson
- Sandra Landers : Mme Clay
- Preston Christopher Lawrence : le policier local
- Ayelet Firstenberg : le médecin
- Dave Morrissey Jr. : l'homme

### Épisode 7:Conflit Intérieur
- États-Unis : 2 mars 2021 sur CBS
- France : 8 février 2022 sur Série Club

- États-Unis : 7.36 millions de téléspectateurs[12]

- Alex Morf : Cody McCowan
- James Vincent Meredith : Damian Thomas
- Narci Regina : Laila Thomas
- Kate Villanova : Linda Reed
- Benja K. Thomas : Sheila Ervin
- Kate MacCluggage : la représentante  du DHS
- Anne-Marie Cusson : Janine McCowan
- Alex Michael Stoll : Logan Reed
- Marsha Regis : Jemila Scott
- Joshua Dye : Mike
- Daniel J. Martin : Alex
- Douglas Rees : le directeur
- Andrew Mayer : le technicien du DHS
- Francesca Van Horne : la barmaid
- Jose Guns Alves : le soldat d'état
- Julia Harnett : l'agent de ND
- Mike Press : le chef du SWAT

### Épisode 8:Principal suspect
- États-Unis : 9 mars 2021 sur CBS
- France : 8 février 2022 sur Série Club

- États-Unis : 7.66 millions de téléspectateurs[13]

- Yasmine Aker : Mona Nazari
- Jaylen Moore : Vega Assad
- Rock Kohli : Hassan Ali
- Danny Fischer : Philip Stafford
- Johnny Rivera : Jason Cassidy
- Whitney Bashor : Karen Stafford
- Ian Poake : Nicholas Katz
- Joshua Cameron : Rob Salem
- Noam Harary : Joseph
- Oliver Lehne : le mâle
- Savannah Frazier : la femelle
- Adam Ratcliffe : le démineur #1
- Abdul L. Howard : le policier #1
- Nixon Cesar : le citoyen #1

### Épisode 9:Le Cœur et la raison
- États-Unis : 16 mars 2021 sur CBS
- France : 8 février 2022 sur Série Club

- États-Unis : 8.07 millions de téléspectateurs[14]

- Michael Trucco : Ethan Shaw
- Michael Park : le sénateur Walt Hoffman
- Yasen Peyankov : Sergei Ivanovic
- Paula Christensen : Diane Ramos
- Jordan Lage : le représentant du DHS Belmont
- Craig Walker : Daniel Lagos
- Cory Chapman : Mike Townes
- Matthew Jeffers : Derek Morales
- Tye Alexander : Viktor Branislav
- Karen Izaguirre : Addie Ricard
- Natasha Murray : la technicienne ERT du FBI Lisa Lewis
- Gina Daniels : l'inspectrice de police Smailes
- Tjasa Ferme : la serveuse

### Épisode 10:Le Chien et le rat
- États-Unis : 6 avril 2021 sur CBS
- France : 8 février 2022 sur Série Club

- États-Unis : 8.07 millions de téléspectateurs[15]

- Morocco Omari : Frank Dixon
- Kimberly Marable : Tracy Dixon
- Jeremy Davidson : Roger Palmer
- Roderick Hill : Kyle Webb
- Angela Wildflower : Jade
- Allison Wick : Pam
- Michael O'Leary : Howard Kirkland
- Jill Dalton : Betsy Kirkland
- Laurence Blum : Justin Maynard
- Brian Ray Norris : Tom
- Jake Wells : l'officier Verone
- James Schultz : Douglas Burke
- Lori Vega : la technicienne ERT
- Malinda Logan : Nina Lewis
- Paul Douglas Anderson : le chef d'équipe du SWAT Jones
- Isaiah Seward : l'agent du SWAT Dan
- Joi Broughton : la barista
- Andrea Sooch : l'otage qui pleure

### Épisode 11:Frères et sœurs
- États-Unis : 27 avril 2021 sur CBS
- France : 8 février 2022 sur Série Club

- États-Unis : 7.57 millions de téléspectateurs[16]

- Adrienne Rose Bengtsson : Erin Bell
- Ben Jeffrey : Mark Frazier
- Rob Campbell : Richard Frazier
- Steven Marcus : Daniel Hudson
- Marcus Choi : Henry Lasher
- Benton Greene : Russell Griffin
- Anthony E. Williams : le chef d'équipe du SWAT
- Rachel Paula Green : la cheffe de sécurité du campus
- Jequrey Slaton : l'agent de sécurité du campus
- Anthony Goss : le livreur
- Nate Washburn : l'homme en costume
- Brendan Dalton : l'homme effrayé

### Épisode 12:Au nom du fils
- États-Unis : 4 mai 2021 sur CBS
- France : 8 février 2022 sur Série Club

- États-Unis : 8.08 millions de téléspectateurs[17]

- Luis Jose Lopez : Octavio Diaz
- Carmen Cabrera : Anna Diaz
- Mara Davi : Samantha Kelton
- Hannah Jane McMurray : Dr. Nicole Wright
- Steven Gift : Pedro
- Ryan Preimesberger : Dr. Lucas Caldwell
- Daniel Petzold : Dr. Adam Lee
- Ben Venturina : Lorenzo Santos
- Mark David Watson : le chef d'équipe du SWAT
- Kisha Barr : l'assistante
- Tracey Conyer Lee : l'inspectrice de police Claudia Ross

### Épisode 13:Les Loups de Wall Street
- États-Unis : 11 mai 2021 sur CBS
- France : 8 février 2022 sur Série Club

- États-Unis : 7.69 millions de téléspectateurs[18]

- Tommy Dewey : Nathan Gold
- Nicholas Richardson : Nick Wilkes
- Victoire Charles : Allison Lane
- Joe Apollonio : Tim Davis
- Dennis Kozee : Paul Winters
- Stephanie Martignetti : Laura Davis
- Paul Adam Schaefer : le tireur Crenshaw
- Joe Estlack : Peter Todd
- Devon Caraway : Mme Plank
- Jacqueline Emerson : Ava
- Sonya Balsara : Nina
- Christopher Ryan : Trevor
- Carolina Espiro : l'inspectrice de police Gates
- Drew Morris : le policier
- Isaiah Seward : le chef d'équipe du SWAT Dan
- Jody Chang : la journaliste #1
- Tisola Logan : la journaliste #2
- Sarah Swift : la journaliste #3
- Oraldo Austin : le journaliste #4
- Dave Murgittroyd : le protestant #1
- Soraïa Scicchitano : la protestante #2
- Sean Church-Gonzalez : le protestant #3
- James Newman : Elliot Plank

### Épisode 14:L'Effet domino
- États-Unis : 18 mai 2021 sur CBS
- France : 8 février 2022 sur Série Club

- États-Unis : 7.59 millions de téléspectateurs[19]

- Zach Appelman : Bob Avery
- Alexander Chaplin : Neil Jacobs
- Matt Deangelis : Matt Grimes
- Flora Diaz : Lisa Avery
- David Manuele : Josh Avery
- Elisha Lawson : Yosef
- Christa Scott-Reed : Beth Travers
- Alexis Molnar : Olivia
- Hassiem Muhammad : James Adamu
- Natasha Yvette Williams : Mme Adamu
- Jennifer Porrata : Maria Muños
- Mark David Watson : le commandant du SWAT
- Juliana Himawan : Hannah
- Josh Riley : l'homme
- William Martinez : l'officier de police
- Morgan McGhee : la fille qui fête son anniversaire

### Épisode 15:Quinte flush
- États-Unis : 25 mai 2021 sur CBS
- France : 8 février 2022 sur Série Club

- États-Unis : 7.08 millions de téléspectateurs[20]

- David Carranza : Miguel Rojas
- German Santiago : Mark Lopez
- Jeffrey Schecter : Manager
- Alberto Bonilla : Pablo
- Derrick J. Smith : Vince Hodge
- Ryan Vincent Anderson : le détective King
- Bradley Tejeda : Felix Serrano
- Jonathan Strait : Gerald Becker
- Amir Levy : Paul Larson
- Charl Brown : Jason Briggs
- Denis Ooi : Elliot Sanders
- Sandy Tejada : Sofia Vargas
- Mauricio Hidalgo : le garde du corps
- Kara Haller : la journaliste #1
- Dawn Yanek : la journaliste #2
- Jay Sikand : le journaliste #3

## Accueil

### Critiques
Sur Allociné, la saison obtient une note de 3,6/5 avec 25 critiques. Sur l'Internet Movie Database, elle obtient une note de 7,5/10 pour 6 837 critiques.

### Audiences
| Pays et chaîne de diffusion | Nombre d'épisodes | Jour et heure de diffusion | Diffusion        | Diffusion     | Année     | Audience moyenne | Audience moyenne | Audience moyenne | Audience moyenne |
| Pays et chaîne de diffusion | Nombre d'épisodes | Jour et heure de diffusion | Début de saison  | Fin de saison | Année     | Rang             | Première         | Finale           | Moyenne          |
| --------------------------- | ----------------- | -------------------------- | ---------------- | ------------- | --------- | ---------------- | ---------------- | ---------------- | ---------------- |
| États-Unis sur CBS          | 15                | Mardi à 21 h               | 17 novembre 2020 | 25 mai 2021   | 2020-2021 | 3                | 8.21 millions    | 7.08 millions    | 7.83 millions    |
| France sur W9               | 10                | Jeudi à 21 h 10            | 14 juillet 2022  | 11 août 2022  | 2022      |                  | 599 000          | 560 000          | 659 800          |